# Deh Zard
Deh Zard (persiska ده زرد) är en ort i Kermanprovinsen i Iran. Den ligger i den sydöstra delen av landet, 1 000 km sydost om huvudstaden Teheran. Deh Zard ligger 530 meter över havet och folkmängden uppgår till cirka 500 invånare.

## Geografi
Terrängen runt Deh Zard är varierad. Runt Deh Zard är det glesbefolkat, med 8 invånare per kvadratkilometer. Närmaste större samhälle är Kūtak-e Vasaţ, 13,0 km öster om Deh Zard. Trakten runt Deh Zard är ofruktbar med lite eller ingen växtlighet.